# Christopher Thomas
Christopher Thomas (Christoffer, Kristoffer Thomson), född omkring 1670 i Tyskland, död omkring 1715 i Stockholm, var en tysk-svensk målare och musiker.
Det är oklart när Thomas flyttade till Sverige men man vet att han var elev till David Klöcker Ehrenstrahl på 1690-talet. Eftervärldens konstexpertis har mestadels bedömt honom som en medelmåttig målartalang men han var under sin livstid högt uppskattad och utförde uppdrag för bland annat den kungliga familjen, högadeln och Uppsala universitet. När det gällde de avporträtterade personerna använde han sig av de poser som Ehrenstrahl använde men nådde inte upp till dennes energiska uttrycksfullhet i komposition, färg eller formgivning. Han var huvudsakligen verksam som porträttmålare och avbildade bland annat Johan Peringskiöld, Ulrika Eleonora, hovbibliotekarien G Peringer-Lillieblad och Elias Palmskiöld. Vid sidan av sitt konstnärskap var han även musiker i hovkapellet. Thomas är representerad vid bland annat Gripsholm, Kalmar läns museum, Uppsala universitet, Nationalmuseum, Rehbinderska samlingen och Riksarkivet.